# 秦村 (高知県)
秦村（はだむら）は、高知県土佐郡にあった村。現在の高知市中心部の北方一帯にあたる。

## 地理
- 河川：久万川

## 歴史
- 1889年（明治22年）4月1日 - 町村制の施行により、泰泉寺村および土佐山村の一部（枝郷三谷村の小村稲尾村・清水川村・拝立村）の区域をもって発足。
- 1935年（昭和10年）9月1日 - 高知市に編入。同日秦村廃止。

### 道路
現在は旧村域を高知自動車道が通過するが、当時は未開通。